# Dům čp. 272 (Štramberk)
Dům čp. 272 stojí na ulici Dolní Bašta ve Štramberku v okrese Nový Jičín. Roubené domy byly postaveny na konci 18. století. Byly zapsány do Ústředního seznamu kulturních památek ČR před rokem 1988 a jsou součástí městské památkové rezervace.

## Historie
Podle urbáře z roku 1558 bylo na náměstí postaveno původně 22 domů s dřevěným podloubím, kterým bylo přiznáno šenkovní právo, a sedm usedlých na předměstí. Uprostřed náměstí stál pivovar. V roce 1614 je uváděno 28 hospodářů, fara, kostel, škola a za hradbami 19 domů. Za panování jezuitů bylo v roce 1656 uváděno 53 domů. První zděný dům čp. 10 byl postaven na náměstí v roce 1799. V roce 1855 postihl Štramberk požár, při němž shořelo na 40 domů a dvě stodoly. V třicátých letech 19. století stálo nedaleko náměstí ještě dvanáct dřevěných domů.
Dvojice původně roubených domů čp. 272 postavených na konci 18. století. Větší dům byl ve třicátých letech 20. století celkově přestavěn. Menší dům, výměnek s vlastním čp. 1011, nazýván Jericho, byl rekonstruován na konci 20. století. Objekty jsou příkladem původní předměstské zástavby ve Štramberku.
V domě byli v roce 1944 objeveni dva štramberští odbojáři Jan Najvar a Jan Syrek. Majitelka domu Františka Hyklová byla zatčena a popravena v Osvětimi. Na jejich památku je postaven Pomník umučeným na místním hřbitově.

## Stavební podoba
Horní dům je zčásti zděný, orientovaný okapovou stranou souběžně s ulicí Horní Bašta. Dispozice je dvoudílná o síni a jizbě se vchodem ve štítové straně. Je postaven na omítané kamenné podezdívce, která vyrovnává svahovou nerovnost. Západní štít navazoval na sousední stavbu. Východní štít je svisle bedněný s výzorníkem a podlomenicí v patě štítu. Je rouben z otesaných kuláčů. Při rekonstrukci byla k jižní straně přistavěna zděná část.
Menší dům je přízemní roubená stavba na obdélném půdorysu, stojí u silnice Dolní Bašta. Dispozice je dvojdílná se síní a jizbou. Stavba je roubená z kuláčů. Dům je postaven na vysoké omítané kamenné podezdívce, která vyrovnává svahovou nerovnost. Průčelí otočené k ulici je jednoosé s kaslíkovým oknem. Střecha je albová, krytá šindelem. Zadní část přízemí je zděná. V zadní části levé okapové strany je vchod krytý zděným přístavkem.